# Christian de Duve
Christian de Duve (Thames Ditton, 1917. október 2. – Grez-Doiceau, 2013. május 4.) belga biokémikus, sejtbiológus volt, akit 1974-ben a fiziológiai és orvostudományi Nobel-díjjal tüntettek ki. Kutatásai elsősorban a sejtek biokémiai folyamataira és a sejtek, illetve a sejtszervecskék működésére irányultak, ő fedezte fel a peroxiszómákat és lizoszómákat.

## Élete
De Duve 1917-ben született az Egyesült Királyság Surrey grófságában, a Temze folyó déli partján fekvő Thames Ditton faluban. Szülei a Belgiumot lerohanó német hadsereg elől menekültek Angliába. A család csak 1920-ban tért vissza Belgiumba. De Duve tanulmányait az antwerpeni jezsuita Miasszonyunk-középiskolában (Onze-Lieve-Vrouwecollege), majd a Leuveni Katolikus Egyetemen tanult tovább, ahol 1947-ben tanítani kezdett és 1951-ben lett az egyetem professzora. Tanulmányai és kutatásai során a sejtek biológiájára, biokémiai funkcióira és a sejtszervecskék működésére specializálódott.

### Tudományos munkássága
De Duve 1962-ben csatlakozott a New York-i Rockefeller Intézethez (ma Rockefeller Egyetem) és ezután Leuven és New York között osztotta meg idejét. 1985-ben a leuveni egyetem professor emeritusa lett, majd 1988-ban a Rockefeller Intézetnél is visszavonult a tanítástól, de kutatásait tovább folytatta. Többek között tanulmányozta az enzimek megoszlását patkányok májsejtjeiben, előbbieket centrifugák segítségével vonta ki. De Duve sejtfrakcionálási kísérletei igen hasznosnak bizonyultak a sejtszervecskék funkciójának megértéséhez.
A peroxiszómákat egy svéd doktorandusz kutató, Johannes Rhodin fedezte fel, viszont de Duve tisztázta szerepüket a sejtek működésében. A lizoszómákat egy szerencsés véletlennek köszönhetően fedezte fel, amikor az inzulin hatásmechanizmusára vonatkozó kutatásokat folytatott. Egy kísérlet során észrevette, hogy a centrifugáláshoz előkészített, homogenizált sejtállományban a foszfatáz sav sokkal aktívabb volt, ha elektromos mixerrel végezte a homogenizálást. Ez felkeltette a figyelmét és mint önéletrajzában írta: "Erőt vett rajtam a kíváncsiság és emiatt sose jutottam el az inzulin hatásmechanizmusának tisztázásához." További kísérletekkel kiderítette, hogy a foszfatázt a sejtekben egy membrán veszi körbe és a elektromos mixerrel való munka során ez a membrán jobban felszakad. Mivel a foszfatáz savas kémhatású, arra következtetett, hogy valamilyen emésztési szerepe van a sejten belül, míg az enzimet tartalmazó membránt lizoszómának nevezte. Később elektronmikroszkópos felvételeken sikeresen azonosította a lizoszómát. Felfedezése után más kutatók több mint 50 különféle enzimet azonosítottak a lizoszómán belül, illetve felfedezték, hogy milyen betegségeket okozhat a lizoszómák hibás működése (többek között a gyógyíthatatlan Tay–Sachs-szindróma is erre vezethető vissza).
Munkássága hozzájárult ahhoz, hogy az endoszimbiotikus elmélet egyre szélesebb körben elfogadottá vált. Az elmélet szerint egyes sejtszervecskék, mint a mitokondrium, a kloroplasztisz és feltehetően más sejtszervecskék is olyan prokarióta élőlényekből származnak, amelyek az eukarióta sejtek belsejében endoszimbiotikus kapcsolatot építettek ki a gazdasejttel.
De Duve felvetette, hogy a peroxiszómák lehettek az első ilyen endoszimbiotikus sejtszervecskék, amelyek lehetővé tették az eukarióta sejteknek, hogy alkalmazkodjanak a földi légkör egyre növekvő oxigéntartalmához. Mivel azonban a peroxiszómáknak nincsen saját örökítőanyaga, ez a javaslat kevésbé valószínű, mint a mitokondrium és a kloroplasztisz esetében.
De Duve élete vége felé egyre inkább az élet kialakulásának kérdésével foglalkozott, illetve számos ismeretterjesztő művet írt a sejtek felépítéséről és működéséről.

### Kitüntetései
1960-ban neki ítélték a biológiai és orvostudományi Francqui-díjat. 1974-ben Albert Claude-dal és George Emil Paladéval megosztva megkapta a fiziológiai és orvostudományi Nobel-díjat, az indoklás szerint a lizoszóma és peroxiszóma sejtszervecskék szerepének tisztázásáért.

### Halála
De Duve 2013. május 4-én halt meg belgiumi otthonában, halálának oka eutanázia (ami Belgiumban legális). Egy volt kollégája szerint De Duve élete utolsó éveiben egészségügyi problémákkal, többek között rákkal küzdött és még azelőtt véget akart vetni életének, mielőtt a betegségek következtében erre képtelen lett volna. Az eutanázia végrehajtásával addig várt, amíg gyermekei (Thierry, Alain, Anne és Françoise) még egyszer vele lehettek. Élete utolsó hónapjait azzal töltötte, hogy barátainak és kollégáinak írt levelében megmagyarázta döntését.
A belga Le Soir napilappal április 8-án készített, de csak a halála után leközölt interjúban elmondta, hogy megbékélt döntésének következményeivel: "Túlzás lenne azt állítani, hogy nem félek a haláltól, azonban nem félek attól, ami utána következik, ugyanis nem vagyok vallásos."

## Publikációi
- Genetics of Original Sin: The Impact of Natural Selection on the Future of Humanity (2010) ISBN 978-0-3001-6507-4
- A Guided Tour of the Living Cell (1984) ISBN 0-7167-5002-3
- Blueprint for a Cell: the nature and origin of life (1991) ISBN 0-89278-410-5
- Vital Dust: life as a cosmic imperative  (1996) ISBN 0-465-09045-1
- Life Evolving: molecules, mind, and meaning (2002) ISBN 0-19-515605-6
- Singularities: landmarks on the pathways of life (2005) ISBN 978-0-521-84195-5
- La cellule vivante, une visite guidée, Pour la Science, 1987 ISBN 978-2-902918-52-2
- Construire une cellule, Dunod, 1990 ISBN 978-2-7296-0181-2
- Poussière de vie, Fayard, 1995 ISBN 978-2-213-59560-3
- Oberflächen-Lexikon, Drw Verlag, 2003 ISBN 978-3-87181-338-2
- À l’écoute du vivant, éditions Odile Jacob, Paris, 2002 ISBN 2-7381-1166-1.
- Singularités: Jalons sur les chemins de la vie, éditions Odile Jacob, 2005 ISBN 978-2-7381-1621-5
- Science et quête de sens, Presses de la Renaissance, 2005 ISBN 978-2-7509-0125-7
- Génétique du péché originel. Le poids du passé sur l’avenir de la vie, éditions Odile Jacob, 2009 ISBN 978-2-7381-2218-6

## Fordítás
- Ez a szócikk részben vagy egészben  a   Christian de Duve című angol Wikipédia-szócikk fordításán alapul.  Az eredeti cikk szerkesztőit annak laptörténete sorolja fel. Ez a jelzés csupán a megfogalmazás eredetét és a szerzői jogokat jelzi, nem szolgál a cikkben szereplő információk forrásmegjelöléseként.